# Germán Sirvent
Germán Roy Sirvent (San Isidro, Provincia de Buenos Aires, 24 de febrero de 1987) es un piloto argentino de automovilismo. Iniciado en los karts (donde tuvo una incursión en Europa y campeonó en dos oportunidades), compitió a nivel nacional en monoplazas, participando de las categorías Fórmula Renault Metropolitana y Fórmula Renault Argentina, debutando finalmente en 2010 en su primera categoría de automóviles de turismo, el Top Race Junior (hoy TR Series).

## Biografía

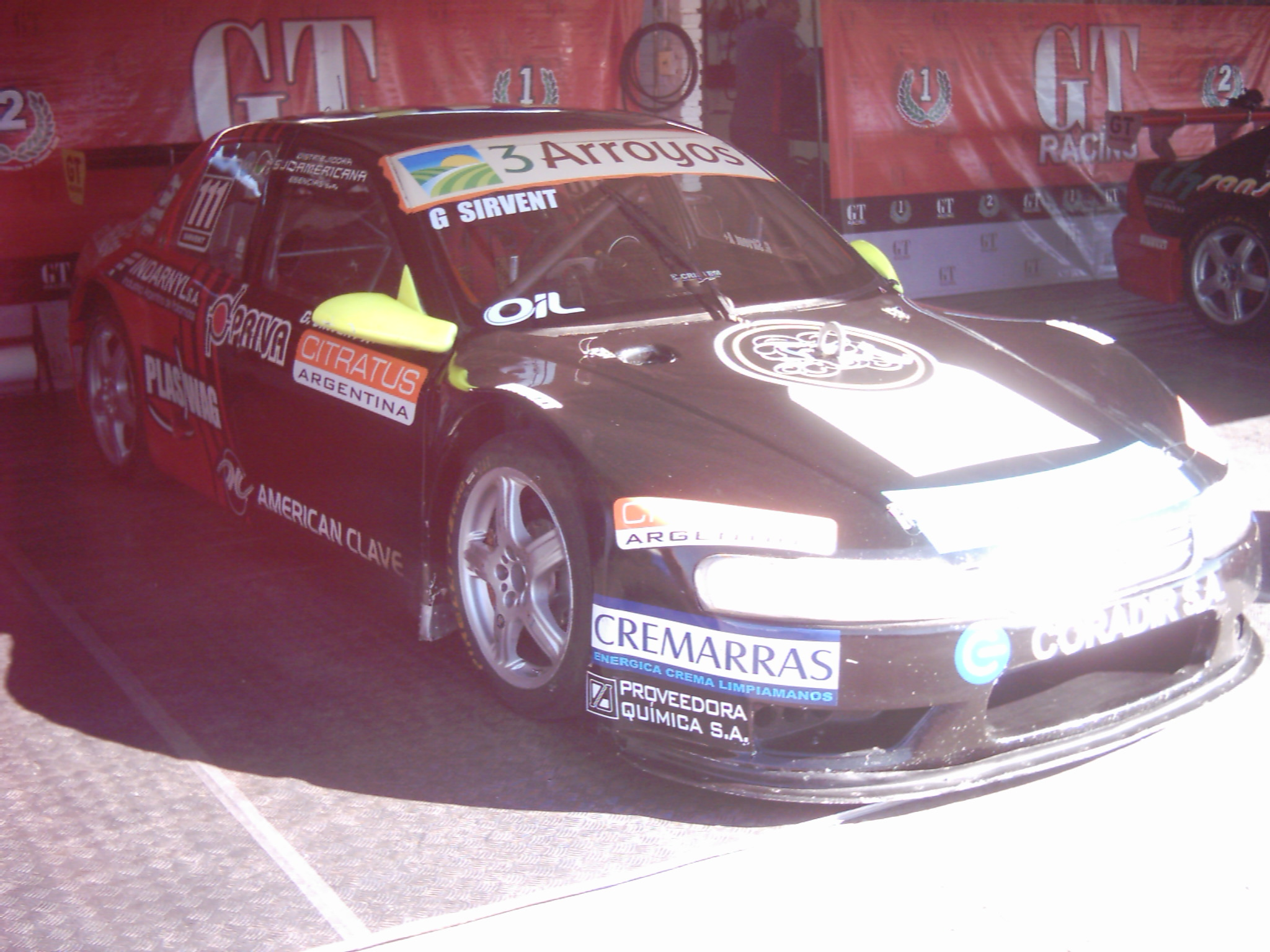
Chevrolet Vectra II de Germán Sirvent

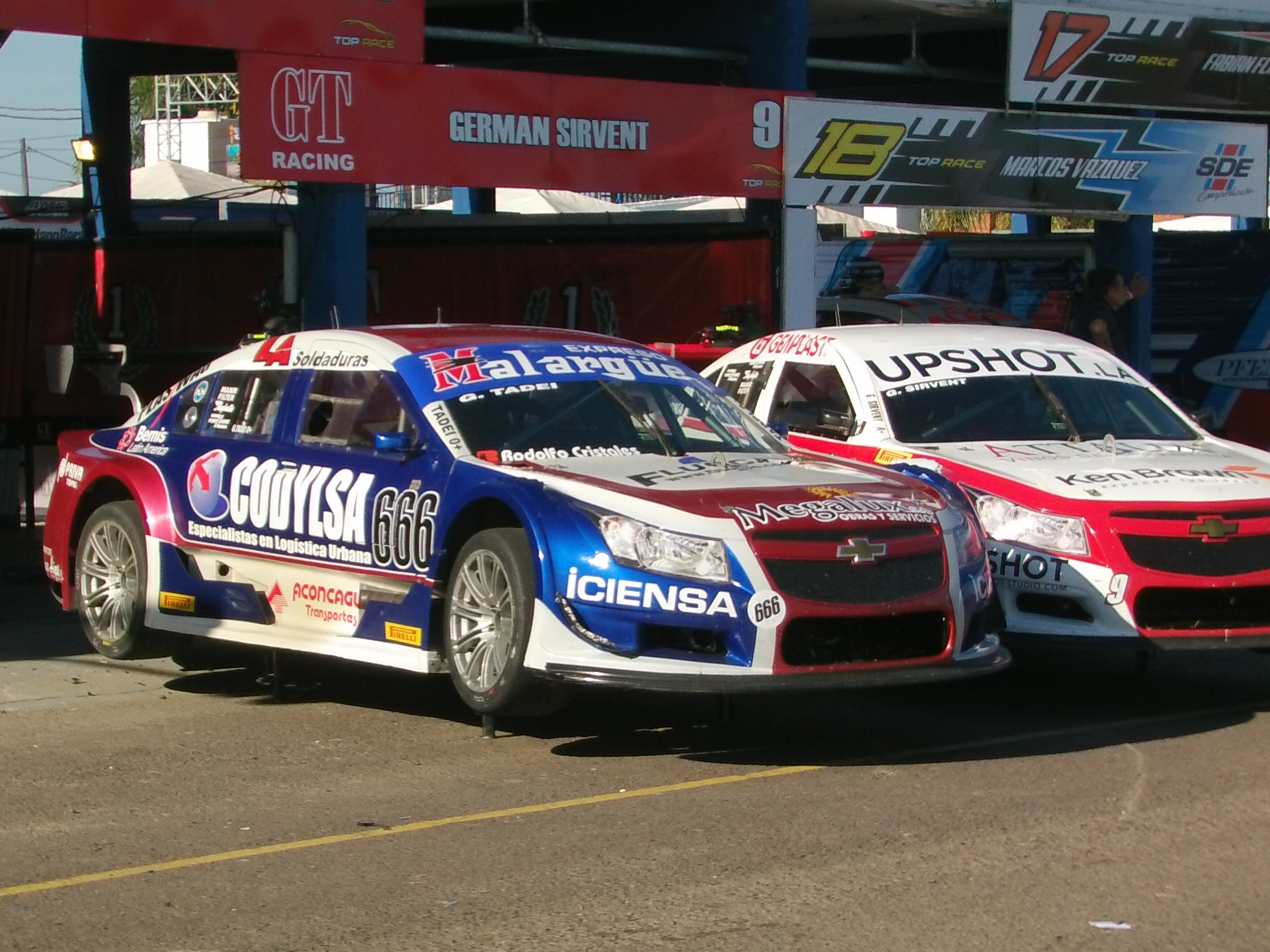
Unidades Chevrolet Cruze del equipo GT Racing, utilizadas por Gustavo Tadei y Germán Sirvent en 2014

Nacido en Capital Federal en el año 1987 y con tan solo 11 años de edad, Germán Sirvent inició su carrera deportiva, compitiendo por primera vez en karting nada más ni nada menos que en Europa. Sus primeros pasos, los dio en el año 1998, donde además de debutar tuvo el honor de traer del Viejo Continente el título de campeón de la categoría “Formula Kids Mini” corrida en Bélgica. Unos años después retornaría a su país para debutar en el año 2002 en la categoría “Somex Pro”, de la cual volvería a cosechar un título en el año 2003. Este título, le valió el pase a la categoría “Somex Master A”, en la cual compitió en 2004 y 2005.
En el año 2007, finalmente llegaría el debut de Sirvent en el automovilismo profesional, ya que ese año debutaría en la Fórmula 1000 Argentina, con la cual competiría hasta 2008, año en el que ascendería a la Fórmula Renault Argentina, compitiendo en esta entre los años 2008 y 2009. En 2008, Sirvent competiría bajo el ala de la estructura Bouvier Racing, cerrando el año en 18.º puesto y con 19 puntos acumulados. En tanto que en 2009, decidió cambiar de equipo al pasarse al JLS Motorsports, con el cual consiguió cosechar 6 puntos, sin embargo, a mitad de temporada decidió alejarse de la categoría, terminando el torneo en 27.ª posición. Sin embargo, ese año continuó su carrera en la Fórmula Renault Metropolitana inicialmente bajo la estructura Ré Competición, pasando luego a la escudería Soncini Competición. En esta oportunidad, el piloto porteño llegaría en 20.ª posición con 14 puntos acumulados.
Finalmente, en el año 2010 llegaría el debut de Sirvent en automóviles de turismo. Sus primeras armas las hizo en la categoría Top Race Junior, donde fue convocado por el equipo GT Racing, quien le confió la unidad con la cual la escudería obtuviese el título del año 2009 a través de Germán Giles, un Chevrolet Vectra II. Con esta unidad, Sirvent disputó la Copa América 2010 y el Torneo Clausura 2010 de Top Race, este último ya bajo la denominación de Top Race Series. En el primer campeonato, Sirvent obtuvo una temporada bastante regular, cerrando el semestre en octava posición y con 40 puntos acumulados. Sus números en ese torneo, destacan el haber arribado entre los diez primeros cuatro veces (5.º en Comodoro Rivadavia y Bahía Blanca, 6.º en la Ciudad de Resistencia y 4.º en Ciudad de San Juan) un 13.º puesto (La Plata) y un abandono (Ciudad de Salta) en seis fechas disputadas.
Al semestre siguiente, Sirvent se prepararía para afrontar la fallida Temporada 2010-2011, disputando las seis fechas que se desarrollaron el último semestre de 2010 en lo que iba a ser la primera fase de dicha temporada doble. Finalmente, y por razones dirigenciales, se dio por concluida la temporada 2010, dando a las últimas fechas el nombre de Torneo Clausura 2010. En este torneo, Sirvent volvería a demostrar la performance del torneo anterior, obteniendo además su primer podio en la carrera corrida en la Comodoro Rivadavia y cerrando el año en la séptima posición y con 57 puntos acumulados. Entre sus números, se mencionan dos podios (3.º en Comodoro Rivadavia y 2.º en Ciudad de Paraná) un cuarto puesto en La Rioja, un 16.º puesto en Termas de Río Hondo, un 28.º puesto en Buenos Aires y un abandono en São Paulo, todo habiéndose disputado seis fechas.
Para 2011, Sirvent nuevamente enfrenta el desafío de conquistar el título de Top Race Series, comandando su Vectra Series número 111, atendido por el equipo GT Racing, siendo además una de sus principales apuestas para reverdecer los laureles obtenidos por esta escudería en el año 2009. Este año, también vendría su primera victoria en la especialidad, al vencer el 15 de mayo de 2011 en la competencia disputada en la Ciudad de Salta, válida por la primera fecha de la Etapa de Otoño 2011 del Top Race Series, lo que le valió la clasificación a la etapa definitoria y quedando con serias chances de llevarse dicha etapa.
Tras el anuncio de Top Race de reformular completamente la categoría con la creación de la nueva TRV6, la reformulación del Top Race Series V6 y el retorno del Top Race Junior, Sirvent fue "ascendido" al pasar del antiguo TR Series (actual Junior) al TR Series V6, categoría en la que se presentó comendando una unidad Fiat Linea de la escudería Fiat Linea Competizione. Promediando la temporada, anunciaría su alejamiento de esta escudería, volviendo a competir en el GT Racing a bordo de un Volkswagen Passat V.
Este año sería el último de Sirvent dentro del Top Race Series, ya que luego de culminar el campeonato en la sexta ubicación, en 2013 fue ascendido al Top Race V6, donde fue convocado por el equipo Midas Racing Team, siendo confirmado al volante de un Volkswagen Passat CC identificado con el número 9 y formando parte de un equipo que contaba con dos pilotos con experiencia internacional, como Esteban Guerrieri y Juan Cruz Álvarez. Sin embargo, tras haberse estrenado con el Passat y luego de haber mudado de vehículo a un Chevrolet Cruze, a las pocas competencias terminaría desvinculándose de esta escudería, volviendo a ingresar al GT Racing donde compitió hasta 2014.
Tras su paso por el Top Race V6, en 2014 fue convocado por la escudería Sportteam para ocupar en la última fecha de la temporada la vacante generada por el piloto Martín Coulleri, dentro de la categoría TC 2000. Tras su debut en esta divisional, finalmente continuaría compitiendo en 2015, siendo convocado por la Escudería FE dirigida por el expiloto Rubén Salerno, para competir al comando de uno de los Peugeot 408 semioficiales, con el que obtendría su primera victoria el 21 de junio de 2015.

## Trayectoria deportiva
| Año       | Categoría                                     | Marca                         |
| --------- | --------------------------------------------- | ----------------------------- |
| 1998      | Campeón Karting Bélgica.                      | Categoría "Formula Kids Mini" |
| 2002      | Karting Nacional                              | Categoría "Somex Pro".        |
| 2003      | Campeón Karting Nacional                      | Categoría "Somex Pro".        |
| 2004-2005 | Karting Nacional                              | Categoría "Somex Master A".   |
| 2007-2008 | Fórmula 1000 Argentina.                       | Crespi                        |
| 2008-2009 | Fórmula Renault 1.6 Argentina                 | Crespi-K4M Renault            |
| 2009      | Fórmula Renault Metropolitana.                | Crespi-K4M Renault            |
| 2010      | Copa América 2010 Top Race Junior (8.º)       | Chevrolet Vectra II           |
| 2010      | Torneo Clausura 2010 de Top Race Series (7.º) | Chevrolet Vectra II           |
| 2011      | Top Race Series (3.º)                         | Chevrolet Vectra II           |
| 2012      | Top Race Series V6                            | Fiat Linea                    |
| 2012      | Top Race Series V6                            | Volkswagen Passat V           |
| 2013      | Top Race V6                                   | Volkswagen Passat CC          |
| 2013      | Top Race V6                                   | Chevrolet Cruze I             |
| 2014      | Top Race V6                                   | Chevrolet Cruze I             |
| 2014      | Debut en TC 2000, 1 carrera                   | Honda Civic IX                |
| 2015      | TC 2000                                       | Peugeot 408                   |
| 2015      | Debut en Súper TC 2000, 4 carreras            | Fiat Linea                    |
| 2016      | Súper TC 2000                                 | Renault Fluence               |
| 2017      | Súper TC 2000                                 | Renault Fluence               |

### Trayectoria en Top Race
| Temporada            | Categoría          | Vehículo            | Vehículo            | Equipo            | Equipo    | Posición Final  |
| -------------------- | ------------------ | ------------------- | ------------------- | ----------------- | --------- | --------------- |
| Copa América 2010    | Top Race Junior    | Chevrolet Vectra II | Chevrolet Vectra II | GT Racing         | GT Racing | 8.º (40 puntos) |
| Torneo Clausura 2010 | Top Race Series    | Chevrolet Vectra II | Chevrolet Vectra II | GT Racing         | GT Racing | 7.º (57 puntos) |
| 2011                 | Top Race Series    | Chevrolet Vectra II | Chevrolet Vectra II | GT Racing         | GT Racing | 3.º (67 puntos) |
| 2012                 | Top Race Series V6 | Fiat Linea          | VW Passat           | FS Motorsport     | GT Racing | 6° (137 puntos) |
| 2013                 | Top Race V6        | VW Passat           | Chevrolet Cruze     | Midas Racing Team | GT Racing | 14 (6 puntos)   |
| 2014                 | Top Race V6        | Chevrolet Cruze     | Chevrolet Cruze     | GT Racing         | GT Racing | 7° (27 puntos)  |

## Resultados

### TC 2000
| Año  | Equipo                | Auto            | 1    | 2    | 3    | 4    | 5    | 6     | 7     | 8     | 9     | 10     | 11    | 12  | 13  | 14     | 15     | 16    | 17  | 18  | 19  | 20     | 21  | 22  | Res. | Puntos |
| ---- | --------------------- | --------------- | ---- | ---- | ---- | ---- | ---- | ----- | ----- | ----- | ----- | ------ | ----- | --- | --- | ------ | ------ | ----- | --- | --- | --- | ------ | --- | --- | ---- | ------ |
| 2014 |                       |                 | AG I | LP   | JUN  | MER  | BA I | PAR I | RC    | CON   | BA II | PAR II | AG II | GR  |     |        |        |       |     |     |     |        |     |     | -    | -      |
| 2014 | Sportteam Competición | Honda Civic IX  |      |      |      |      |      |       |       |       |       |        |       | 6   |     |        |        |       |     |     |     |        |     |     | -    | -      |
| 2015 |                       |                 | AG   | AG   | CON  | CON  | BA   | BA    | MER   | JUN   | JUN   | LP I   | LP I  | NDJ | RAF | RAF    | LP II  | LP II | SL  | SL  | RC  | RC     | CDU | CDU | 12°  | 88     |
| 2015 | Escudería FE          | Peugeot 408 I   | 14   | 14   | Ret  | 11   | Ex.  | 8     | 2     | 1     | 10    | 8      | 18    | 4   | Ret | 8      | 13     | 11    |     |     |     |        |     |     | 12°  | 88     |
| 2017 |                       |                 | AG I | AG I | BA I | BA I | CDU  | CDU   | PAR I | PAR I | RC    | RC     | BA II | SL  | SL  | PAR II | PAR II | AG II | SMM | CON | CON | BA III |     |     | -    | -      |
| 2017 | JM Motorsport         | Renault Fluence |      |      |      |      |      |       |       |       |       |        | Ret   |     |     |        |        | 10    |     |     |     |        |     |     | -    | -      |

### Súper TC 2000
| Año  | Equipo               | Auto            | 1    | 2   | 3   | 4    | 5   | 6    | 7   | 8   | 9   | 10  | 11    | 12  | 13    | 14    | Res. | Puntos |
| ---- | -------------------- | --------------- | ---- | --- | --- | ---- | --- | ---- | --- | --- | --- | --- | ----- | --- | ----- | ----- | ---- | ------ |
| 2015 |                      |                 | JUN  | ROS | OBE | TRH  | RAF | SL I | SFE | SFE | TOA | GR  | SMM   | AG  | SL II |       | -    | 0      |
| 2015 | Renault Lo Jack Team | Renault Fluence |      |     |     |      |     |      |     |     | 8   |     |       |     |       |       | -    | 0      |
| 2015 | Equipo Fiat Petronas | Fiat Linea      |      |     |     |      |     |      |     |     |     | 17  | Ret   | Ex. | 17    |       | -    | 0      |
| 2016 |                      |                 | TRE  | ROS | SMM | AG I | TRH | OBE  | BA  | SFE | SFE | TOA | SJU   | GR  | GR    | AG II | 18°  | 35,5   |
| 2016 | Renault Sport        | Renault Fluence | 14   | 15  | 11  | 9    | Ret | Ret  | 11  | 8   | Ex. | 13  | 11    | Ret | 20    | Ret   | 18°  | 35,5   |
| 2017 |                      |                 | BA I | PDF | SMM | ROS  | ROS | TRH  | RAF | OBE | SFE | SFE | BA II | SJU | GR    | AG    | 28°  | 6      |
| 2017 | Renault Sport        | Renault Fluence | 18   | 19  | 18  | 15   | 13  | 13   | Ret | Ret |     |     |       |     |       |       | 28°  | 6      |

## Palmarés

### Karts
| Título  | Especialidad                | Año  |
| ------- | --------------------------- | ---- |
| Campeón | Categoría Formula Kids Mini | 1998 |
| Campeón | Categoría "Somex Pro"       | 2003 |